# Kuta Kerangan
Kuta Kerangan is een bestuurslaag in het regentschap Aceh Singkil van de provincie Atjeh, Indonesië. Kuta Kerangan telt 1035 inwoners (volkstelling 2010).